# Curius
Curius  (лат.) — род тропических жуков-усачей трибы Curiini из подсемейства Cerambycinae. 4 вида. Северная и Южная Америка.

## Описание
Мелкие жуки с узким телом и длинными усами; коричневого цвета. Длина тела от 5 до 15 мм (при ширине от 2 до 4 мм). От близких родов отличается третьим члеником усиков, который отчётливо длиннее скапуса. Глаза грубо фацетированные. Мандибулы мелкие, заострённые.
Род был впервые выделен в 1840 году английским энтомологом и ботаником Эдвардом Ньюманом (Edward Newman; 13.V.1801 — 12.VI.1876).
- Curius chemsaki Nearns & Ray, 2006 — Венесуэла, Колумбия[2]
- Curius dentatus Newman, 1840[4] — США typus
- Curius panamensis Bates, 1885[5] — Панама
- Curius punctatus (Fisher, 1932)[6] — Куба, Гаити